# Fat Old Sun
«Fat Old Sun» (с англ. — «Старое толстое солнце») — песня группы Pink Floyd в альбоме 1970 года Atom Heart Mother, написанная Дэвидом Гилмором. Представлена на второй стороне LP третьим по счёту треком. Вокал в этой песне, сопровождаемой в начале и в финале звоном колоколов, принадлежит Дэвиду Гилмору. Продолжая традицию «Grantchester Meadows» из альбома Ummagumma, «Fat Old Sun» является второй после «Grantchester Meadows» из трёх песен «Pink Floyd», посвящённых Кембриджу (где родились и выросли Сид Барретт, Роджер Уотерс и Дэвид Гилмор), позднее ностальгическим воспоминаниям о детских годах была посвящена в 1994 году композиция «High Hopes». «Fat Old Sun» — третья авторская работа Гилмора в «Pink Floyd» после «A Spanish Piece» (звуковая дорожка к фильму «More») и «The Narrow Way» (альбом «Ummagumma»).

## Исполнение на концертах
«Fat Old Sun» регулярно исполнялась на концертах «Pink Floyd» в 1970 и 1971 годах. Концертные версии композиции отличались большей длительностью, некоторые из них могли звучать до 14 минут, гитарное соло Дэвида Гилмора в этих версиях было продолжительнее, чем то, что было записано в альбоме, а ближе к финалу этой композиции дополнительно игралась мелодия, исполняемая Ричардом Райтом на органе. «Fat Old Sun» также исполнялась два раза для радиотрансляции BBC «In concert» 16 июля 1970 года и 30 сентября 1971 года.
«Fat Old Sun» была включена Дэвидом Гилмором в несколько его сольных концертов 2001—2002 годов, видеозапись исполнения этой песни в акустической версии в «Royal Festival Hall» в Лондоне в июне 2001 года представлена на «DVD David Gilmour in Concert». Спустя четыре года Гилмор исполнял «Fat Old Sun» на концертах в поддержку альбома «On an Island» («On an Island tour» 2006 года), видеозапись «Fat Old Sun» с этого тура вошла на изданный в 2007 году «DVD Remember That Night» (концерт в «Royal Albert Hall» в Лондоне в мае 2006 года), а концертная запись — в альбом «Live in Gdańsk» 2008 года (на втором CD, длительность: 6:39). Осенью 2015 года песня исполнялась на сольных концертах Дэвида Гилмора во время турне в поддержку альбома Rattle That Lock.

## Интересные факты
- Раньше выхода альбома «Pink Floyd» «Atom Heart Mother» с песней «Fat Old Sun» была записана песня «The Kinks» с похожим названием «Lazy Old Sun» и похожей мелодией, а в песне «The Kinks» «Big Black Smoke» звучит такой же колокольный звон, как и в «Fat Old Sun», Дэвид Гилмор считает это сходство простым совпадением[5].
- В одной из рецензий на выход альбома «Atom Heart Mother» в журнале «Rolling Stone» песни «If» и «Fat Old Sun» отмечены фразой: «Английский фолк в его худшем варианте»[5].

## Участники записи
- Дэвид Гилмор — вокал, электрогитара, акустическая гитара, педальная слайд-гитара, бас-гитара, ударные, перкуссия[16];
- Ричард Райт — орган Фарфиса[англ.], орган Хаммонда.